# Guantánamo
|  | Per a la base militar dels Estats Units i el camp de detenció, vegeu Badia de Guantánamo. Per a la província de Cuba, vegeu Província de Guantánamo |

Guantánamo és una ciutat al sud-est de Cuba, capital de la província de Guantánamo. Al seu territori s'hi troba la base nord-americana de Guantánamo, des de 1902. La majoria dels seus habitants viuen de la producció de canya de sucre i cafè.

## Geografia
Es troba a 965 km de l'Havana. Les seves principals produccions econòmiques se centren en la producció de sucre i el conreu de cafè a més de destacar-se la producció de conserves i peces de vestir. La seva població és de 243.808 habitants (2008). A uns 30 km de la ciutat, es troba la base naval nord-americana de la Badia de Guantánamo. Aquesta abasta una àrea de 117,6 km²; (49,4 de terra ferma i la resta d'aigua i pantans) i delimita una línia de costa de 17,5 quilòmetres. La badia té bones característiques quant a profunditat, seguretat i capacitat.
En aquesta base, hi ha camps de presoners de suposats combatents il·legals capturats en la "Guerra contra el terrorisme" que manté l'actual administració nord-americana. Aquesta proclama que la condició d'extraterritorialitat impedeix als presoners de tenir accés als tribunals, però alguns d'ells, incloent la Cort Suprema han negat aquesta interpretació. La base en principi va ser un terreny llogat per Cuba als Estats Units.

## Història
En arribar els espanyols, aquesta regió estava habitada per indis taínos. Els taínos, que es caracteritzaven per ser ceramistes i agrícoles, van ser també un dels grups més rebels en el seu rebuig del conquistador espanyol. Es considera aquesta regió, per tant, la iniciadora de les lluites contra el colonialisme.
El poblat es va fundar l'any 1796 amb el nom de Santa Catalina de Guantánamo en el centre de la Vall de Guantánamo, una regió fèrtil en la qual es van establir nombrosos ingenis sucrers, els quals aprofitaven l'existència de tres rius d'importància econòmica: el Bano, el Jaibo i el Guaso.
Durant la Guerra dels Deu Anys les tropes comandades pel general Máximo Gómez Báez van tractar infructuosament d'envair la Vall en dues ocasions.
El 4 de desembre de 1870 assoleix la categoria de vila i comença un ampli desenvolupament gràcies a la seva posició estratègica amb relació al comerç del cafè que es conrea a les muntanyes properes, el sucre i altres productes agrícoles.
El 24 de febrer de 1895 Guantánamo s'incorpora a la guerra d'independència quan Pedro Agustín Pérez organitza l'alçament a la finca "La Confianza" als afores de la ciutat.
Durant la Intervenció dels Estats Units, de 1898 a 1902, la badia propera a la ciutat comença a cridar l'atenció al govern interventor per les seves grans potencialitats estratègiques per al control militar del Carib occidental.
L'Esmena Platt, llei del Congrés dels Estats Units imposada a la 1a Constitució cubana a començaments del segle xx, sota l'amenaça que, en cas de no ser acceptada, l'illa romandria ocupada militarment, va establir l'obligació de cedir porcions de territori per a instal·lacions militars als Estats Units. No va trigar a posar-se en pràctica aquesta exigència.
El desembre de 1903, els EUA van prendre possessió, "fins que ho necessitessin", de la badia de Guantánamo, mitjançant un tractat. Des de llavors i fins a la Revolució cubana (més de mig segle) va ser centre per a una marcada influència dels EUA, i estímul, per la presència de ciutadans dels EUA.
El govern de Cuba considera l'enclavament il·legal i des de 1960 es nega a rebre el simbòlic pagament anual de l'arrendament de 5.000 dòlars.
El 22 de gener de 2009, a dos dies d'assumir el seu càrrec, el president dels Estats Units, Barack Obama, firmà la resolució per tancar, en el termini d'un any, la presó de Guantánamo.

## Comunicació
Compta amb un canal de televisió local anomenat Solvisión i una emissora radial anomenada CMKS.

## Cultura
La ciutat de Guantánmo ha estat bressol de grans artistes. Entre es destaquen:
- Elio Revé
- Odelquis Revé
- Duo Buena Fe
- Hilario Peña

A altres, és seu compartida amb la germana ciutat de Santiago de Cuba de la Fiesta del Fuego (festa del foc).